# Phókasz oszlopa
Phókasz oszlopa, melyet Rómában 608. augusztus 1-jén a Forum Romanumon, a Rostra előtt Phocas bizánci császár tiszteletére állítottak (vagy később neki szenteltek), a Forum utolsóként emelt épülete. A barázdált korinthoszi stílusú oszlop 13,6 méter magas, négyszögletes fehér márvány talapzaton áll, és eredetileg a 2. század körül készülhetett. Eredetileg téglából készült alapja nem volt látható; a Forum korábbi (és jelenleg látható), Augustus korabeli szintjéig a régészek csak a 19. században ástak le.

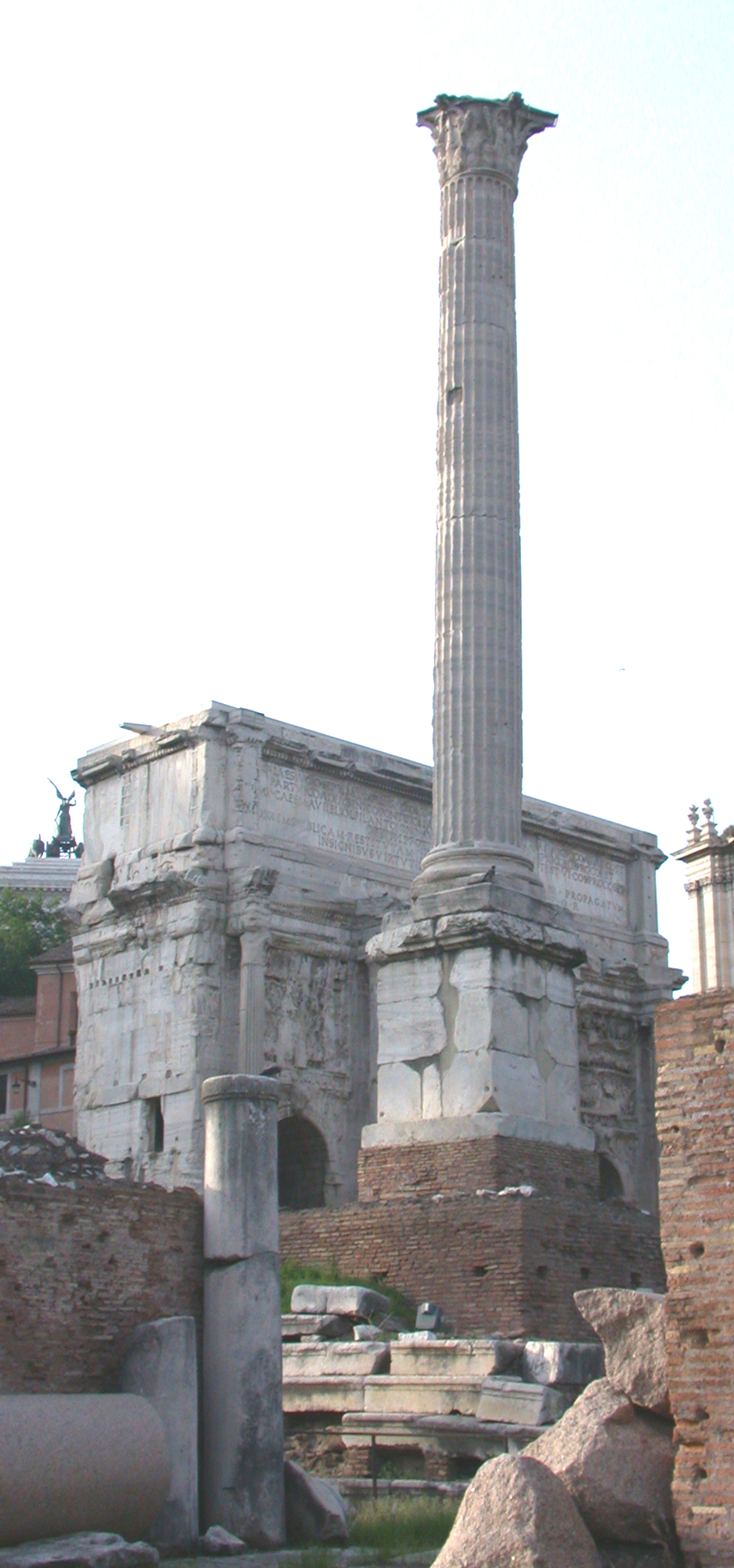
Phocas oszlopa, mögötte Septimius Severus diadalíve.

Az oszlop állításának pontos oka nem ismert, bár Phocas ajándékozta a római Pantheont IV. Bonifác pápának, aki a vértanú szentek tiszteletére szentelte fel (a középkorban Szűz Mária tiszteletére is felszentelték – Santa Maria ad Martyres). Az oszlop tetejére Smaragdus ravennai exarcha Phocas aranyozott szobrát állíttatta, de ez valószínűleg nem sokáig állt ott. 610 októberében Phocast, aki maga is alacsony sorból, bitorlóként került a trónra, árulás következtében elfogták, megkínozták, meggyilkolták és holttestét megcsonkították, szobrait ledöntötték. Valószínű, hogy az oszlop és a szobor – egyes feltételezésekkel ellentétben – nem a pápa hálájának kifejezésére készült, hanem Bizánc Róma feletti (ekkoriban a lombárdok miatt már hanyatlóban lévő) uralmát volt hivatott szimbolizálni, esetleg Smaragdus háláját fejezte ki, amiért Phocas visszahívta hosszú száműzetéséből és segített visszaszerezni ravennai pozícióját.
Az oszlopot később újra felhasználták Diocletianus egyik szobrához, ekkor eredeti feliratát levakarták.
Az oszlop ma is ott áll, ahol eredetileg felállították, és mivel egymagában áll, távolabb a többi romtól, a Forum egyik legjellegzetesebb építményének számít; mint ilyen, gyakran jelenik meg vedutákon és metszeteken. A talajszint szedimentáció miatti emelkedése a talapzatot fokozatosan elborította a 18. század közepére, mikor Giuseppe Vasi és Giovanni Battista Piranesi metszeteket és vázlatokat készítettek az oszlopról.
A Forum legbecsesebb emlékei közé tartozik az area márványburkolatára állított két márványdombormű, a melyeknek szembefordult oldalain a Suovetaurilia három állata, külső oldalain felismerhetően a Forumot környékező épületek vannak ábrázolva. 
- Az egyik domborművön – előtérben látszó jelenetet figyelmen kívül hagyva a Forum északi oldalán a) egy diadalkapu, b) az előtérben a hajóorrot mutató Rostra, c) mögötte a Curia homlokzata, ettől jobbra d) üres köz, az Argiletumnak a Forumba való betorkollása, e) a Basilica Aemilia, majd egymás mellett d) Marsyas szobra és egy fügefa.
- A második dombormű a déli oldalt ábrázolja: ennek bal oldalán a) Marsyas szobra áll a fügefával, ettől jobbra b) a Basilica Julia széles homlokzata, ezen túl c) Saturnus és e) Vespasianus templomai között d) egy Janus kapu áll; jobbról a Rostrát jelző f) hajóorr zárja be a sort.

## Külső hivatkozások
- A Wikimédia Commons tartalmaz Phókasz oszlopa témájú kategóriát.

- René Seindal, „The Column of Phocas”
- Encyclopaedia Romana „Column of Phocas”
- Christian Hülsen, 1906. The Roman Forum: Its History and Its Monuments  „The Column of Phocas”